# Ioan Miclescu-Prăjescu
Ioan Miclescu-Prăjescu (ur. 17 czerwca 1892, zm. w 1973) – rumuński szermierz. Uczestnik Igrzysk Olimpijskich w 1936 w Berlinie. Na igrzyskach uczestniczył w turnieju indywidualnym szpadzistów, w którym odpadł w drugiej rundzie.